# Heksoda

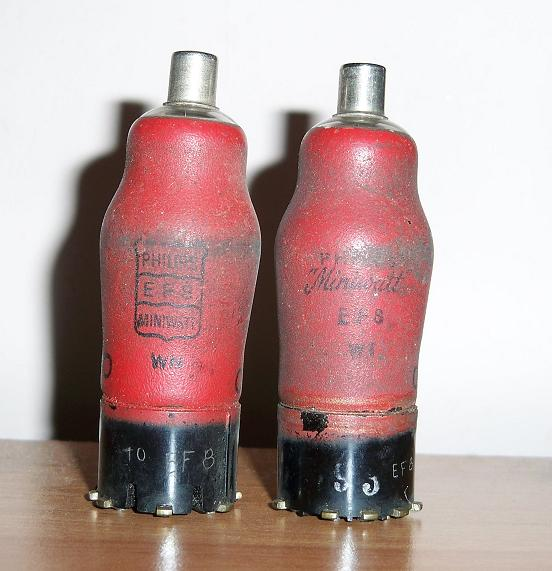
Wzmacniające heksody EF8 produkcji firmy Philips

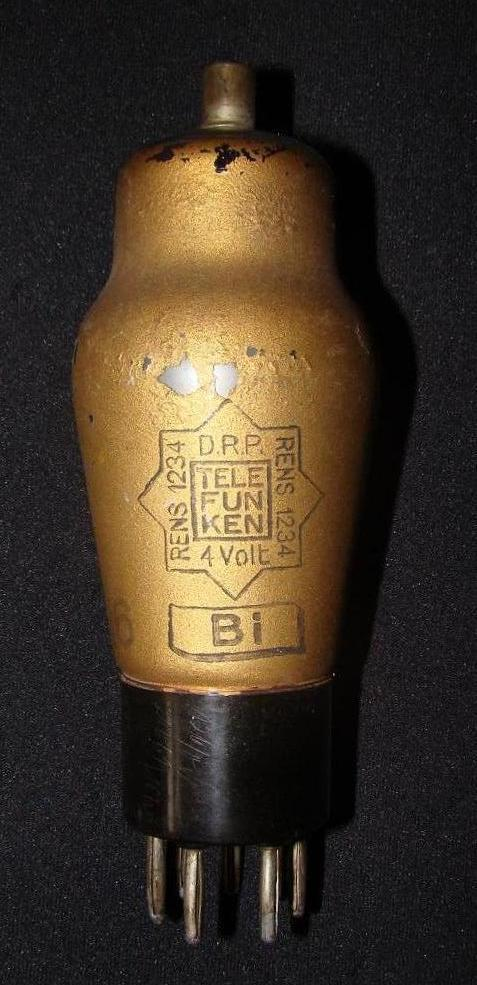
Heksoda (selektoda) wzmacniająca RENS1234 firmy Telefunken

Heksoda – lampa próżniowa zawierająca sześć elektrod: anodę, katodę i cztery siatki. Heksody były używane głównie jako mieszacze w odbiornikach radiowych i separatory impulsów w odbiornikach telewizyjnych. Obecnie nie są produkowane.

## Historia i budowa

Symbol heksody

Heksoda pojawiła się nieco później niż heptoda (pentagrid przemiany), która teoretycznie rzecz biorąc jest bardziej skomplikowana – posiada o jedną siatkę więcej. W 1933 RCA wyprodukowała heptody przemiany 2A7 i 6A7, przeznaczone do superheterodynowych odbiorników radiowych. Odpowiedź europejska była bardzo szybka, co wskazuje że prace nad mieszaczami były prowadzone jednocześnie. Niemiecki Telefunken wprowadził do produkcji heksodę przemiany RENS1224, a później triodę-heksodę ACH1. Brytyjski MOV od następnego roku produkował pentagrid przemiany MX40, a po dwóch latach wprowadził triodę-heksodę MX41, która miała taki układ wyprowadzeń, że można nią było zastąpić lampę MX40 bez wprowadzania żadnych zmian w odbiorniku.
Typowa heksoda posiada dwie siatki sterujące – pierwszą i trzecią, oraz dwie siatki ekranujące, które są podłączone do wysokiego dodatniego napięcia i pełnią identyczną rolę jak siatka druga w tetrodzie – ekranują one elektrody od siebie. Siatka druga w heksodzie separuje obie siatki sterujące, a siatka czwarta separuje siatkę trzecią od anody. Zastosowanie dwóch siatek sterujących umożliwia wpływanie na prąd anody z dwóch niezależnych źródeł, przy czym obie siatki sterujące są od siebie niezależne. Zasada działania drugiej siatki sterującej jest odmienna niż pierwszej – pierwsza siatka sterująca jak we wszystkich lampach próżniowych steruje emisją elektronów z katody, czyli zmienia jednocześnie prąd anodowy i katodowy. Natomiast druga siatka sterująca – rozdziela strumień elektronów pomiędzy siatkę drugą a anodę.
W europejskim systemie oznaczeń lamp heksody oznacza się literą H.

## Rodzaje heksod

### Heksoda wzmacniająca
Bardzo nieliczne typy heksod były przeznaczone do pracy jako wzmacniacze wielkiej częstotliwości (sterowane w siatce pierwszej). Dodatkowe siatki miały różne funkcje, na przykład w lampie EF8 dodatkowa siatka kształtowała strumień elektronów tak, by omijał siatkę ekranującą, co zmniejszało szumy lampy. W heksodzie E449 (RENS1234) przeznaczeniem trzeciej siatki była automatyczna regulacja wzmocnienia.

### Heksoda przemiany
Podstawowe zastosowanie heksody to mieszacze iloczynowe (mnożące) w stopniach przemiany odbiorników radiowych na zakresach fal długich, średnich i krótkich, oraz jako lampa kluczująca, na przykład w odbiornikach telewizyjnych jako separator impulsów odchylania. Sygnał wejściowy wprowadza się na siatkę drugą, heterodyny na trzecią.
Istniała też możliwość wykorzystania siatek 3 i 4 jako „siatki sterującej” i „anody” lokalnego oscylatora. Lampa nie wymagała wtedy dodatkowej heterodyny zewnętrznej, jednak w praktyce odbiorniki radiowe stosujące takie rozwiązanie były rzadkie, produkowano je w latach 1933 i 1934 stosując przy tym dodatkowy stopień wzmocnienia wielkiej częstotliwości z ARW.
Lampy zawierające w bańce jedynie heksodę mieszającą były stosunkowo nieliczne, należą do nich E448 (RENS1224), AH1, KH1, CH1.

### W lampach złożonych
Heksody bardzo często były montowane w jednej bańce z triodą, która pracowała jako oscylator lokalny (heterodyna). Siatkę trzecią heksody zwykle łączono wtedy wewnątrz lampy z siatką triody, co było typowe dla lamp pracujących jako mieszacze. Tak zbudowane są na przykład lampy 6J8, 7S7, ACH1, ECH2, ECH3, ECH11, ECH33, ECH41, ECH42, ECH80 i liczne podobne.